# Dipartimento di Zuénoula
Il dipartimento di Zuénoula è un dipartimento della Costa d'Avorio situato nella regione di Marahoué, distretto di Sassandra-Marahoué.
La popolazione censita nel 2021 era pari a 184.882 abitanti. 
Il dipartimento è suddiviso nelle sottoprefetture di Kanzra, Vouéboufla, Zanzra e Zuénoula.